# 小浜市総合運動場
小浜市総合運動場 (おばましそうごううんどうじょう)は福井県小浜市にある総合運動施設である。

## 概要
小浜市中心部より南下していった山間に存在している。メインスタンドを備えた陸上競技場と天然芝敷の多目的グラウンドなどが存在する。テニスコートや屋内多目的広場の他に、ゲードボール、マレットゴルフ、パターゴルフコートが充実している。

## 施設概要

### 陸上競技場
- トラック：8コース、400m、全天候ウレタン舗装（３種公認競技場）
- 面積：22,534㎡
- 照明施設有り
- 天然芝ピッチ
- メインスタンド有り

### 多目的グラウンド
- 面積：19,906㎡
- 照明施設有り:2面（A、C面）
- 天然芝敷（12,800㎡）
- 使用例
  - ソフトボール：4面（内野：土グラウンド）
  - サッカー：1面
  - ラグビー：1面　他

### その他
- テニスコート（照明施設有り、砂入り人工芝：8面）
- 屋内多目的広場（勤労者総合スポーツ施設）- 使用例：テニス1面、ゲートボール2面、ソフトバレーボール4面
- ジョョギング・ウォーキングロード（照明施設有り、アスファルト舗装、1周約1.4km）
- ゲートボールコート：6面
- パターゴルフ場：9ホール
- マレットゴルフコース：36ホール
- 芝生広場：全面天然芝
- 弓道場

施設概要参考、出典：

## 補足
小浜市はラグビー部のある福井県立若狭高等学校や福井県立若狭東高等学校が存在しており福井県のラグビー処となっている。
同陸上競技場・多目的グラウンドは福井しあわせ元気国体2018のラグビー会場に指定されている。

## アクセス

### 自家用車
- 舞鶴若狭自動車道小浜ICより約15分
- JR小浜駅から約20分